# Royal Photographic Society
La Royal Photographic Society of Great Britain, coneguda comunament com a Royal Photographic Society (RPS), és una de les societats fotogràfiques més antigues del món. Va ser fundada a Londres, Anglaterra, el 1853 com a Photographic Society of London amb l'objectiu de promoure l'art i la ciència de la fotografia, i el 1853 va rebre el patrocini reial de la reina Victòria i de l'príncep Albert. La duquessa de Cambridge es va convertir en la patrona de la Societat el 25 de juny de 2019, prenent el relleu de Sa Majestat la reina, que era patrona des de 1952.
Tanmateix, el canvi de nom de la societat per reflectir el mecenatge real no va ser considerat en aquell moment convenient. El 1874 va ser rebatejada com a Photographic Society of Great Britain, i a partir del 1894 es va convertir en la Royal Photographic Society of Great Britain .
Una organització benèfica registrada des de 1962, el juliol de 2004, va concedir a la Royal Photographic Society of Great Britain una carta real que reconeixia la seva rellevància en el camp de la fotografia com a societat apresa. Durant la major part de la seva història, la Societat es va fundar en diversos locals de Londres. Es va traslladar a Bath el 1979, on va romandre fins al 2019. El gener de 2019, la societat va obrir la seva nova seu i galeria a Bristol, Anglaterra. L'adhesió es manté internacional i està oberta a qualsevol persona amb interès en la fotografia.
A més dels membres estàndards, la societat també ofereix tres nivells de distincions Llicenciat, Associate i Fellow, que estableixen estàndards reconeguts d'assoliment a tot el món i poden ser sol·licitats per membres i no membres, en tots els aspectes de la fotografia i qualificacions vocacionals a les àrees d'Indústries Creatives i Ciències de la Imatge. La Societat gestiona un programa de més de 300 esdeveniments a tot el Regne Unit i a l'estranger a través de grups locals i grups d'interès especial. La societat actua com a veu nacional dels fotògrafs i de la fotografia més generalment i representa aquests interessos en diversos organismes governamentals i nacionals que tracten àrees tan diverses com els drets d'autor i els fotògrafs. La col·lecció de fotografies, equips fotogràfics i llibres històrics de la Societat va ser dipositada per al país al National Science and Media Museum de Bradford el 2003, però la major part de la col·lecció resideix al Victoria and Albert Museum de Londres.

## Història

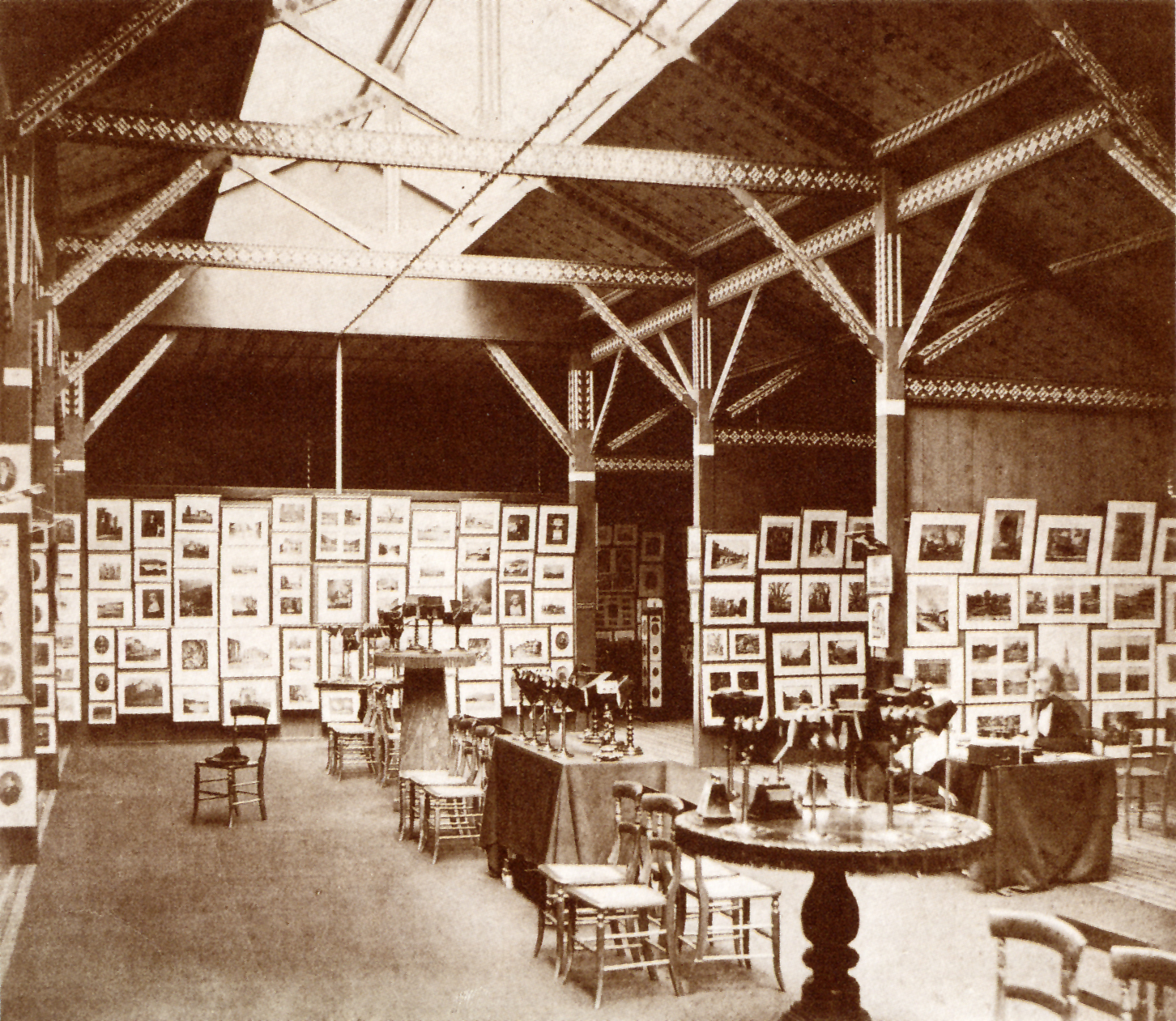
Charles Thurston Thompson: Exposició de la Photographic Society, Londres, 1858

Els fotògrafs van trigar a reunir-se i formar clubs i societats. La primera va ser una agrupació informal de l'Edimburg Calotype Club cap al 1843 i la primera societat fotogràfica, (la Leeds Photographic Society al 1852), que afirma ser la societat fotogràfica més antiga del món tot i que va tenir un descans entre 1878 i 1881 quan va deixar d'existir de manera independent. En altres països, la Société française de photographie es va fundar a París el 1854.

### Història fundacional i primerenca
El catalitzador de la formació de The Photographic Society va ser Roger Fenton. La Gran Exposició de 1851 havia sensibilitzat el públic sobre la fotografia i el desembre de 1852, una exposició de gairebé 800 fotografies a la Society of Arts havia reunit fotògrafs amateurs i professionals. La reunió inaugural de The Photographic Society es va celebrar el 20 de gener de 1853. Fenton es va convertir en el primer secretari de la societat, càrrec que va ocupar durant tres anys.

### Modernització i anys setanta
Com que Jane Fletcher va argumentar el canvi de naturalesa de la fotografia i l'educació fotogràfica a principis dels anys 70, va obligar a The Society a modernitzar-se i a ser més rellevant per a la fotografia britànica. Una revisió interna va comportar canvis constitucionals, la introducció d'una nova distinció anomenada Llicenciat el 1972 i es van establir sis nous grups especialistes.

### Projecte bany
L'augment del cost del manteniment dels locals de The Society a South Audley Street, Londres, va portar al Comitè Executiu de la Societat a buscar locals alternatius. El Consell va aprovar en una reunió de l'1 d'abril de 1977 la mudança a Bath i la creació d'un centre nacional de fotografia per allotjar-hi la seu i la col·lecció de la societat. L'estiu de 1978 es va iniciar una crida per 300.000 £ per als fons necessaris per convertir The Octagon i els edificis adjacents al carrer Milsom, Bath. L'exposició inaugural es va produir el maig de 1980 amb l'edifici inaugurat oficialment per la princesa Margaret l'abril de 1981.

### Local
Tot i que la reunió inaugural de la Societat va tenir lloc a la Society of Arts de Londres, va passar algun temps abans que la Societat tingués la seva pròpia llar permanent. Va mantenir funcions com a diverses adreces, algunes simultàniament per a diferents tipus de reunions.
Els locals utilitzats eren: Royal Society of Arts, John Adam Street; 20 Bedford Street, 4 Trafalgar Square, 21 Regent Street, 28 George Street (Hanover Square), 1 carrer Coventry; Kings College, Strand; 9 Conduit Street, 5A Pall Mall East, Londres - utilitzat per a certes reunions fins al 1899; 50 Great Russell Street; i 12 Hanover Square, Londres.
Els locals de la Societat eren:
- 1899–1909 - 66 Russell Square, Londres.
- 1909–1940 - 35 Russell Square, Londres.[17]
- 1940–1968 - Princes Gate, South Kensington, Londres.
- 1968–1970 - 1 Maddox Street, Mayfair, Londres (locals temporals).
- 1970–1979 - 14 South Audley Street, Mayfair, Londres
- 1980–2003 - L'Octàgon, carrer Milsom, Bany .
- 2004 – gener de 2019: Fenton House, 122 Wells Road, Bath; inaugurat oficialment el 16 de febrer de 2005.
- 7 de febrer de 2019 - Pintures, Bath Road, Bristol.[18]

## Col·lecció i arxiu

### Col·lecció
La Societat havia col·leccionat fotografies i articles d'importància històrica en una base per això, però no hi va haver una política formal de col·lecció fins que John Dudley Johnston va ser nomenat comissari honorari en un càrrec que va ocupar entre 1924 i 1955. Fins a la cita de Johnston, la col·lecció s'ha centrat en gran part en els avenços tècnics de la fotografia i Johnston va començar a concentrar-se a afegir fotografia pictòrica a la col·lecció. A la mort de Johnston el 1955, el seu paper de conservador honorari va ser assumit per la seva dona Florence i una successió de personal remunerat i no remunerat, inclosos Gail Buckland, Carolyn Bloore, Arthur Gill, Valerie Lloyd i Brian Coe, amb la professora Margaret Harker com a curadora honoraria un llarg període. Pam Roberts va ser nomenada comissària, càrrec que va ocupar fins que la col·lecció es va tancar el 2001 a l'espera de la seva transferència al Museu Nacional de Fotografia, Cinema i Televisió (NMPFT) el 2002. El moviment va comptar amb el suport de la cap del museu, Amanda Nevill, que havia estat secretària de la societat durant els anys noranta.
La col·lecció es va traslladar del Museu Nacional de Mitjans de Comunicació al Museu Victòria i Albert el 2017, on ara forma part clau del Centre de Fotografia del museu.
Cap al 1953, el nombre d'elements de la Col·lecció de la Societat havia arribat a "més" de 3000 articles. En el moment del trasllat de la col·lecció al NMPFT, ara Museu Nacional de Ciències i Mitjans de Comunicació, constava d'uns 270.000 objectes fotogràfics, més de 6.000 articles d'equipament fotogràfic, 13.000 llibres, 13.000 publicacions periòdiques i altres 5.000 documents relacionats amb la fotografia.
La col·lecció Tyng propietat de la RPS és una col·lecció de fotografia pictòrica destacada iniciada el 1927 per un filantrop nord-americà i un membre de la societat, Stephen H. Tyng. Va establir una fundació per promoure i reconèixer l'obra fotogràfica d'excel·lent mèrit pictòric. La primera impressió en color que es va acceptar a la col·lecció Tyng, el 1960, va ser "Madrasi Fishermen" presa pel doctor SD Jouhar FRPS FPSA durant el seu viatge de sis mesos a l'Índia el 1959.

### Arxiu
Els primers registres de la societat, els llibres de consells, comitès i acta de la reunió es conserven a la Col·lecció de la Societat a la V&A. La societat conserva les actes més recents del Consell i del Comitè a la seva seu. No hi ha cap registre publicat o en línia de membres antics o actuals de la societat. La Societat va publicar llistes ocasionals de membres fins a la dècada de 1890 quan es van publicar llistes amb més regularitat, a partir dels anys trenta es van publicar llistes de membres periòdicament i ara no es publiquen. Normalment s'han registrat nous membres al Photographic Journal . Hi ha un projecte per publicar una base de dades que es pugui cercar en línia de membres entre 1853-1900. Aquest projecte ha estat realitzat pel Dr. Michael Pritchard i serà publicat pel centre de recerca d'història fotogràfica de la Universitat De Montfort La Societat té un índex de fitxa de membres de finals de la dècada de 1930- 1980 que buscarà a petició i també pot ser capaç d'assistir a les consultes d'adhesió entre 1900 i anys trenta.

## Publicacions
La formació de la societat ha publicat una revista i s'han publicat al llarg dels anys altres publicacions.

### El Diari fotogràfic
El diari de la Societat es va anomenar originalment The Journal of the Photographic Society de Londres i durant la major part de la seva existència simplement es va anomenar The Photographic Journal, ara es diu RPS Journal. Ha estat publicat contínuament des del 1853 convertint-lo en el periòdic fotogràfic més antic del Regne Unit. El diari, especialment en els seus primers anys, va ser llegit i distribuït més enllà dels membres de la societat. Els editors anteriors han inclòs Arthur Henfrey, Hugh Welch Diamond, William de Wiveleslie Abney, HH Blacklock i, més recentment, Jack Schofield i David Land. L'editora actual és Clare Harris.

### The Imaging Science Journal
La Societat publica una revista dedicada a la ciència i la tecnologia d' imatges, The Imaging Science Journal (ISG), abans coneguda com a Journal of Photographic Science. El ISJ es publica actualment en nom de la Societat per Maney Publishing en versions impreses i digitals.

### La fotografia de l'any
La Societat va publicar anualment La fotografia de l'Any des de 1922 fins a almenys 1961. El full de l'edició de 1957 diu: "Aquesta edició conté una selecció de totes les exposicions realitzades el 1956 sota els auspicis de la Societat, que contenien imatges adequades per a la reproducció. També hi ha revisió de la fotografia artística i de la mostra de la natura". La publicació dona una visió àmplia de l'estat de la fotografia amateur i professional britànica durant l'any.

### Altres publicacions
Al llarg dels anys, la Societat ha publicat diverses publicacions puntuals sovint en col·laboració amb editors comercials. Es tracta del Directori de Col·leccions fotogràfiques britàniques de John Wall conjuntament amb Heinemann (1977), Roger Reynolds (ed.), Portfolio One (2007) i Roger Reynolds (ed.), Portfolio Two (2010). La Societat publica un catàleg anual d'International Print Exhibition i cada cop més publica catàlegs digitals de les seves exposicions.

## Membre
No hi ha restriccions a l'adhesió, que és internacional i inclou des de fotògrafs aficionats i professionals fins fotògrafs científics i persones que participin en exposició, comissariat i escriptura sobre fotografia, així com aquells amb un interès general en el mitjà. Molts dels grans noms de la història fotogràfica i molts fotògrafs coneguts avui en dia han estat membres.

## Grups d'interès especial
La societat va establir grups d'interès especials per atendre interessos específics dins de la membresia. Aquests inclouen:
- Pictorial Group (actualment rebatejat com a Visual Art Group) (1919)
- Science and Technical Group (actualment rebatejat com a Imaging Science Group) (1920)
- Kinematograph Group (1923)[27]
- Grup de colors (1927)[28]
- Grup històric (1972)

## Distincions i qualificacions
Fins al 1895 l'adhesió es limitava simplement a ‘membres' amb algunes distincions menors per als residents a l'estranger. En aquest any la Societat va introduir una nova categoria de membres de Fellow i ara ofereix (de menor a més alta distinció):
- LRPS: Llicenciatoria de la Royal Photographic Society presentada el 1972
- ARPS: Associació de la Royal Photographic Society presentada el 1924
- FRPS: beca de la Royal Photographic Society presentada el 1895[29]

Aquests requereixen la presentació d'evidències (fotografies o escrits), que s'avaluaran per taules competents abans que siguin adjudicades pel Consell de la societat. La societat també atorga la beca honoraria, HonFRPS, a les persones que es distingeixen en el camp de la fotografia. Normalment, els guardonats són fotògrafs famosos i molt coneguts en el camp de la fotografia d'art. Cada any, no es concedeixen més de vuit persones a HonFRPS, inclòs el president entrant de la societat i els destinataris del progrés de la societat i de les medalles centenàries.
A més, les qualificacions dels científics d'imatge de la societat proporcionen una estructura que condueix a qualificacions professionals per a enginyers, científics i tecnòlegs les activitats professionals dels quals es veuen afectats pels aspectes quantitatius o mecànics dels sistemes d'imatge o de les seves aplicacions. Es desglossen en quatre nivells:
- QIS ; Científic i autoritzat d'imatge (QIS LRPS) de la Royal Photographic Society (nivell 1)
- SIG ; Llicenciat en imatge i científic associat (GIS ARPS) de la Royal Photographic Society (nivell 2)
- AIS ; Científic acreditat i imatge associada (AIS ARPS) de la Royal Photographic Society (nivell 3)
- ASIS ; Científic i investigador senior d'imatge acreditat (ASIS FRPS) de la Royal Photographic Society (nivell 4)

## Exposicions
La Societat celebrava una exposició anual des de 1854. Ara organitza una exposició internacional de fotografia anual, que visita el Regne Unit i altres exposicions. A la seva nova seu, cada any mostra quatre grans exposicions de fotografia.

## Tallers
La Societat organitza més de 300 tallers i conferències a tot el Regne Unit, que estan oberts a membres i no membres. Molts es troben a la seu de RPS a Bath i van des d'una Introducció a la fotografia digital fins a la fotografia de plantes i jardins.

## Premis i medalles
La Societat lliura cada any una sèrie de premis a fotògrafs i altres persones en fotografia. El destinatari rep una medalla.
El màxim premi de la RPS és la Medalla al progrés, que es va instituir el 1878.
Els altres premis anuals de la Societat són: Medalla del centenari, Premi a la producció cinematogràfica, Premi al servei excepcional a la fotografia, la medalla combinada Royal Colleges, el premi Education, el Fenton Premi (i membres honoraris de la vida), la medalla Hood, la medalla J Dudley Johnston, el premi Lumière, membre del RPS (i la membresía honoraria de la vida), el premi Selwyn, el Premi Vic Odden, i The Bill Wisden Fellowship of the Year.

### Medalla de progrés
La Medalla de progrés es concedeix en reconeixement de qualsevol invenció, investigació, publicació o altra contribució que hagi suposat un important avenç en el desenvolupament científic o tecnològic de la fotografia o la imatge en el sentit més ampli. També porta una beca honoraria de la societat. Els destinataris han estat: 
- 1881 – W Willis
- 1882 – Leon Warnerke
- 1883 – William B Woodbury
- 1884 – Josef Maria Eder
- 1885 – Josef Maria Eder
- 1890 – Captain William de Wiveleslie Abney
- 1891 – Colonel James Waterhouse
- 1895 – Peter Henry Emerson
- 1896 – Thomas Rudolphus Dallmeyer
- 1897 – Gabriel Lippmann
- 1898 – Ferdinand Hurter and Vero Charles Driffield
- 1899 – No award
- 1900 – Louis Ducos du Hauron
- 1901 – Richard Leach Maddox
- 1902 – Joseph Wilson Swan
- 1903 – Frederick Eugene Ives
- 1904 – Not awarded
- 1905 – Dr. Paul Rudolph
- 1906 – Pierre Jules César Janssen
- 1907 – E Sanger Shepherd
- 1908 – John Sterry
- 1909 – A Lumiere and sons
- 1910 – Alfred Watkins
- 1911 – Not awarded
- 1912 – Henry Chapman Jones
- 1913 – Charles Edward Kenneth Mees
- 1914 – William Bates Ferguson
- 1915 – André Callier
- 1916–1920 – Not awarded
- 1921 – Frank Forster Renwick
- 1922 – Not awarded
- 1923 – Nahum Ellan Luboshez
- 1924 – Alfred Stieglitz
- 1925–26 – Not awarded
- 1927 – George Eastman
- 1928 – Samuel E Sheppard
- 1929 – Olaf F Bloch
- 1932 – Hinricus Lüppo-Cramer
- 1935 – Harold Dennis Taylor
- 1936 – Arthur Samuel Newman
- 1944 – Frances James Mortimer CBE
- 1946 – John G Capstaff
- 1947 – Not awarded
- 1948 – Loyd Ancile Jones
- 1949 – John Eggert
- 1950 – Louis Phillippe Clerc
- 1951 – J Dudley Johnston
- 1952 – Charles Edward Kenneth Mees
- 1953 – Marcel Abribat
- 1954 – Julian Webb
- 1955 – J D Kendall
- 1956 – Not awarded
- 1957 – Edwin H. Land
- 1959 – Cecil Waller
- 1960 – Edward J. Steichen
- 1961 – André Rott
- 1962 – Frances M Hamer
- 1963 – Leopold Godowsky Jr. and Leopold Mannes
- 1964 – Harold Eugene Edgerton
- 1965 – Walter Clark
- 1966 – L Fritz Gruber
- 1967 – E R Davies
- 1968 – Konstantine Vladimirovich Chibosov
- 1969 – Laurence E Hallett
- 1970 – W F Berg
- 1971 – Edward William Herbert Selwyn
- 1972 – Hellmut Frieser
- 1973 – T Howard James
- 1974 – Man Ray
- 1975 – Beaumont Newhall
- 1976 – W T Hanson Jr
- 1977 – Stephen Dalton
- 1978 – Photographic Technology Division NASA
- 1979 – Bill Brandt
- 1980 – Oxford Scientific Films
- 1981 – Norman Parkinson
- 1982 – Sue Davies
- 1983 – R W G Hunt
- 1984 – Tom Hopkinson
- 1985 – Lord Snowdon
- 1986 – Yuri Denisyuk
- 1987 – Roy Jeffreys
- 1988 – David Hockney
- 1989 – Eric Hosking
- 1990 – Tadaaki Tani
- 1991 – John Szarkowski
- 1992 – G Farnell
- 1993 – Lennart Nilsson
- 1994 – John Wesley Mitchell
- 1995 – Thomas Knoll and John Knoll
- 1996 – Paul B Gilman
- 1998 – Emmett N. Leith
- 1999 – Leo J Thomas
- 2000 – A Zaleski
- 2001 – C T Elliott
- 2002 – Brad B. Amos and John G. White
- 2003 – Tim Berners-Lee
- 2004 – Eric R. Fossum
- 2005 – Carver Mead, Richard F. Lyon, Richard B. Merrill
- 2006 – Ferenc Krausz
- 2007 – Larry J. Hornbeck PhD
- 2008 – David Attenborough
- 2009 – Bryce E. Bayer
- 2010 – Nobukazu Teranishi
- 2011 – Rodney Shaw
- 2012 – Steven J. Sasson
- 2013 – Paul B. Corkum
- 2014 – Tim Webber
- 2015 – George E. Smith
- 2016 – Palmer Luckey
- 2017 – Michael Francis Tompsett
- 2018 – Jacques Dubochet, Joachim Frank, Richard Henderson
- 2019 – Alan Bovik

### Medalla centenària
Segons el lloc web de la Societat, aquest premi és "en reconeixement d'una contribució important i sostinguda a l'art de la fotografia". Els destinataris han estat: 
- 1993 – Sebastião Salgado
- 1994 – Cornell Capa
- 1995 – Robert Delpire
- 1996/7 – Freddie Young
- 1998 – Josef Koudelka
- 1999 – William Klein
- 2000 – Ray Metzker
- 2001 – Paul Caponigro
- 2002 – Elliott Erwitt
- 2003 – Special anniversary medals awarded (150th anniversary)
- 2004 – Arnold Newman
- 2005 – David Bailey
- 2006 – Susan Meiselas
- 2007 – Don McCullin
- 2008 – Martin Parr
- 2009 – Annie Leibovitz
- 2010 – Albert Watson
- 2011 – Terry O'Neill
- 2012 – Joel Meyerowitz
- 2013 – Brian Griffin
- 2014 – Steve McCurry
- 2015 – Wolfgang Tillmans
- 2016 – Thomas Struth
- 2017 – Hiroshi Sugimoto
- 2018 – Nan Goldin
- 2019 – Sophie Calle

### Premi de producció cinematogràfica
Aquest premi s'atorga a una persona per un èxit destacat o una aportació sostinguda en la producció, direcció o desenvolupament de pel·lícules per a cinema, televisió, en línia o nous mitjans de comunicació. Els destinataris han estat:
- 2017 - David Heyman
- 2018 - Tim Bevan & Eric Fellner
- 2019 - Yorgos Lanthimos

### Premi pel servei excepcional a la fotografia
Segons el lloc web de la Societat, aquest premi "porta amb ell una beca honoraria de The Society. Reconeix les contribucions sostingudes, destacades i influents en l'avanç de la fotografia i / o la imatge en els seus significats més amplis. " Els destinataris són:
- 2009 - Santhosh Varghese Kappola
- 2010 - Michael G. Wilson
- 2011 - Philippe Garner
- 2012 - Kathy Ryan
- 2013 - Weston Naef
- 2014 - Terence Pepper
- 2015 - Maria Morris
- 2016 - William Ewing
- 2017 - Anthony d'Offay
- 2018 - Brett Rogers
- 2019 - Mark Sealy

### Medalla de Col·legis Reials combinats
Establerta el 1958 per la RPS en col·laboració amb el Royal College of Physicians de Londres, el Royal College of Surgeons of England i el Royal College of Obstetricians and Gynecologists, aquesta medalla s'atorga per “una contribució destacada a l'avanç i / o aplicació de la fotografia mèdica o l'àmbit més ampli de la imatge mèdica".
- 2005 - Simon Brown
- 2006 - John Priestley
- 2007 - Nancy Durrell McKenna
- 2008 - Francis Ring
- 2009 - Catherine Draycott
- 2010 - Spike Walker
- 2011 - Northumbria Healthcare i Northumbria University Arts Partnership 2012 Micrima i The University of Bristol Microwave Imaging Group
- 2013 - Anders Persson
- 2014 - Emèrit Adolf Friedrich Fercher
- 2015 - Gavriel J. Idann
- 2016 - Caroline Wilkinson
- 2017 - Andrew Bastawrous
- 2018 - Kev Dhaliwal, Mark Bradley
- 2019 - Reza Razavi

### Premi Educació
Segons el lloc web de la Societat, aquest premi "es concedeix a un assoliment excepcional o a una aportació sostinguda en l'educació fotogràfica". Els destinataris són:
- 2011 - Paul Delmar, que va impartir 30 anys a la fotografia de premsa i fotoperiodisme al Norton College, Sheffield[48]
- 2012 - Anne Williams, directora de programes de fotografia del London College of Communication
- 2013 - Conrad Tracy
- 2014 - Corinne Noordenbos
- 2015 - David Alan Mellor
- 2016 - Paul Hill
- 2017 - Oliver Richon
- 2018 - David Bate
- 2019 - Beverley Carruthers

### Medalla Fenton / Premi Fenton (i sòcia honorífica de vida)
Aquest premi, establert el 1980 i que porta el nom de Roger Fenton, un dels fundadors de la RPS, es destina a una contribució destacada al treball de la Royal Photographic Society. Normalment, s'atorguen fins a quatre medalles de Fenton cada any i des de 1998 aquest guardó té una sòcia d'honor de la RPS.
- 1980 - EJ Moorfoot, R. Boyes, K. Warr
- 1981 - C. Morris
- 1982 - E. Nicholson
- 1983 - L. Bowcock, George i Lady Pollock, Eve Ritscher
- 1984 - Sam Welford
- 1985 - John Bardsley
- 1986 - RJ Cox
- 1987 - JDJ Cole, RH Mason, G Smith
- 1988 - R Brightman, Herbert Dennis
- 1989 - David Dearnley, Pat Hallett, professor M. Harker, E. Pothecary
- 1990 - Arthur Downes
- 1991 - Anne Bolt, Barry Mead
- 1992 - Peter Wilkinson, Desmond Groves, Kay Gordon, David Nellist
- 1993 - Edward Bowman, Hilary Graves, Matheson Beaumont
- 1994 - Margaret Hodge, Mervyn Leonardo de Calcina-Goff
- 1995 - Gustav Ahrens, Colin Balls, HS Fry
- 1996/7 - Brian Bower, Michael R. Pointer, Anthony J. Waterlow
- 1998 - Michael Austin, Tony Hilton, Tan Lip Seng
- 1999 - Peter Agius, Akira Aoki, David Tay Poey Cher
- 2000 - Joan Wakelin, Jon Richardson
- 2001 - John Long, Ossie Morris, Bill Wisden
- 2002 - Bryn Campbell, Roger Reynolds, Michael Christianson, Roy Green
- 2003 - Jane H. Black, Ron Frampton, Robert F. Moore, Jerry Wooldridge
- 2004 - Andy Callow, DHO John, Keith Lawrey, A. Sethna
- 2005 - Sandy Cleland, Richard Sadler, Margaret Salisbury, Keith Suddaby
- 2006 - Andy Golding, Mark Haworth-Booth, Alan Millward, Tony Troman
- 2007 - Carol Agar, John Hankin LRPS, Robin Jenkin, Brian Steptoe, Tony Wharton
- 2008 - John Chamberlin, Peter Sephton Coles, Tom Dodd, John Page
- 2009 - Sara Beaugeard, Robert F. Rowe, Nicholas J. Scott, Roger Tooth, Jeff Vickers
- 2010 - Ian Bailey LRPS, Julian Comrie, Ralph Jacobson, David J. Wood
- 2011 - Des Clinton, Jim Moreland, Francis Ring, Barry Senior
- 2012 - Philip Ellis, Michael Hallett, Jack Jackson, Ray Spence
- 2013 - Afzal Ansary, Alan Elliott, Dawn Osborne, Tim Rudman
- 2014 - Andy Finney, Sue Harper, Jenny Leathes, Robert Tapper
- 2015 - Mark Buckley-Sharp, Anne Cassidy, Paul Goodman, Leo Palmer
- 2016 - John Bebbington, Hermon Dowling, Paul Hill, Andrea Liggins, John R Simpson

### Medalla amb caputxa
Aquesta medalla es concedeix "per un treball fotogràfic produït per promoure o sensibilitzar sobre un aspecte de prestació o servei públic". Es va instituir el 1933 quan Harold Hood es va oferir a presentar una medalla anual per a la fotografia amb un especial èmfasi en el treball per al servei públic. Els destinataris han estat:
- 1933 – G. Aubourne Clarke
- 1935 – Edwin H. Land
- 1936 – J. Crowther Cos
- 1948 – J. W. Cottingham
- 1939 – J. A. Fairfax-Fozzard
- 1941 – H. Bedford Lemere
- 1942 – Basil Hill
- 1945 – Margaret F. Harker
- 1946 – J. Crowther Cos
- 1947 – S. H. Thorpe
- 1948 – Margaret F. Harker
- 1949 – W. Mortensen
- 1950 – L. M. Condax
- 1951 – Institute of Ophthalmology (Department of Medical Illustration)
- 1956 – A. Faulkner Taylor
- 1957 – Clive Cadwallader
- 1958 – Maurice Broomfield
- 1959 – E. Victor Willmott
- 1960 – Walter Nurnberg
- 1961 – Alan S. Marshall
- 1962 – Adolf Morath
- 1964 – Gordon Clemetson
- 1966 – T. C. Dodds
- 1968 – W. H. Baddeley
- 1970 – K. G. Moreman
- 1971 – Stephen Dalton
- 1972 – Pat Whitehouse
- 1973 – John Chittock
- 1974 – R. M. Callender
- 1975 – Heather Angel
- 1976 – Ronald Smith
- 1977 – Jacques Cousteau
- 1978 – Lord Snowdon
- 1979 – Richard Attenborough
- 1980 – Harold Evans
- 1981 – Freddie Reed
- 1982 – Brian Tremain
- 1983 – John Webster
- 1984 – Brian Coe
- 1985 – Leslie Ryder
- 1986 – Zoe Dominic
- 1987 – Mark Haworth-Booth
- 1988 – Clifford Bestall
- 1989 – Colin Ford
- 1990 – Mike Ware
- 1992 – Llanfranco Colombo
- 1993 – Karl Steinorth
- 2003 – Joop Berendsen, Tom Gatsonides, Ted Janssen
- 2004 – Mark Holborn
- 2005 – Mike Birbeck
- 2006 – Ron Smith
- 2007 – Mark Sealy
- 2008 – Gina Glover
- 2009 – François Hébel
- 2010 – Tiffany Fairey, Anna Blackman
- 2011 – Edmund Clark
- 2012 – Marcus Bleasdale
- 2013 – Derek Kendall
- 2014 – James Balog
- 2015 – Jean-Jacques Naudet
- 2016 – Nick Hedges
- 2017 – Siân Davey
- 2019 – Laia Abril

### Premi J Dudley Johnston / medalla

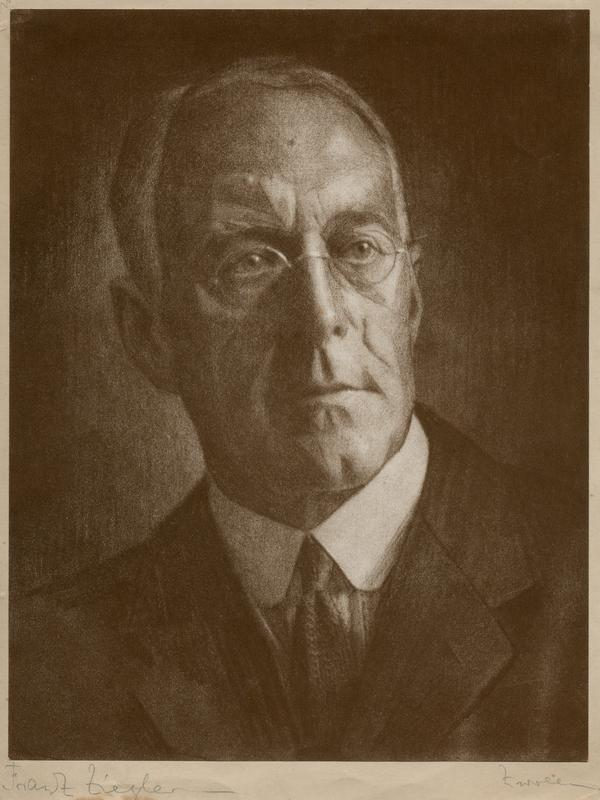
J. Dudley Johnston (foto de Franz Ziegler, 1929)

Segons el lloc web de la Societat, es tracta d'un “premi per a grans èxits en el camp de la crítica fotogràfica o la història de la fotografia. Per ser premiat per excel·lència sostinguda durant un període o per una única publicació destacada ". Els destinataris són:
- 1998 - Larry Schaaf
- 1999 - Vicki Goldberg
- 2000 - Colin Westerbeck
- 2001 - Bill Jay
- 2002 - Mike Weaver
- 2003 - Sara Stevenson
- 2004 - Colin Harding (Fotohistòria) i Val Williams (Comissariat)
- 2005 - Ian Jeffrey (Fotohistòria) i David Mellor (comissariat)
- 2006 - Gerhard Steidl (Fotohistòria) i Martin Harrison (comissariat)
- 2007 - Roger Taylor (Fotohistòria)
- 2008 - Gail Buckland
- 2009 - Matthew Butson
- 2010 - AD Coleman
- 2011 - Sean O'Hagan
- 2012 - Anthony Bannon
- 2013 - Martin Barnes
- 2014 - David Campany
- 2015 - Roger Hargreaves
- 2017 - Francis Hodgson
- 2018 - Gerry Badger
- 2019 - Zhuang Wubin

El premi Lumière es concedeix a grans èxits en cinema, vídeo o animació britànics.
- 1999 - Jack Cardiff
- 2000 - Alan Parker
- 2001 - Freddie Francis
- 2002 - William MacQuitty
- 2003 - Ridley Scott
- 2004 - Seamus McGarvey
- 2005 - Peter Lord, Nick Park, David Sproxton (Aardman)
- 2006 - John Mathieson
- 2007 - Martyn Colbeck
- 2008 - Giles Nuttgens
- 2009 - Roger Deakins
- 2010 - Chris Menges
- 2011 - Anthony Dod Mantle
- 2012 - Barry Ackroyd
- 2013 - John de Borman
- 2014 - Robbie Ryan
- 2015 - Dick Pope
- 2016 - Emmanuel Lubezki
- 2017 - Hoyte van Hoytema
- 2018 - Rachel Morrison
- 2019 - Łukasz Żal

### Premi dels membres de RPS
Un premi, establert el 2005, atorgat a un membre ordinari que, a parer del Consell, ha demostrat un suport extraordinari a La Societat durant un període sostingut.
- 2005 - Frederick Smith
- 2006 - Matti Selanne
- 2007 - John Arnold Hubbard
- 2008 - Elaine Herbert
- 2009 - Ken Huscroft, Harry Miller
- 2010 - Hoosain M. Ebrahim; Charles Mahnken
- 2011 - Sylvia B. Jones
- 2012 - Mick Medley, LRPS
- 2013 - Carol Palmer
- 2014 - Judith Parry, Patricia Ann Ruddle
- 2015 - Alexander Melrose
- 2016 - Mary O'Connor LRPS
- 2017 - Paul Hurst ARPS
- 2018 - Mike Christianson FRPS

### Premi Selwyn
Aquest premi es destina a menors de 35 anys que hagin realitzat investigacions d'èxit basades en ciències relacionades amb la imatge. Patrocinat pel Imaging Science Group del RSP, es va introduir el 1994 en memòria de l'eminent científic fotogràfic EWH Selwyn, que va ser destinatari de la Medalla al Progrés el 1971 i del Premi Williamson Research el 1936.
- 1994 – J. R. Palmer
- 1995 – A. Clarke
- 1996/7 – Andrew Fitz
- 1998 – Adrian Ford
- 1999 – Juliet Rason
- 2000 – Sophie Triantaphillidou
- 2001 – Serguei Endrikhovski
- 2002 – Robin Jenkin
- 2003 – Ján Morovic
- 2004 – Efthimia Bilissi
- 2005 – Elizabeth Allen
- 2006 – James Sharpe
- 2007 – Christien J. Merrifield
- 2008 – Vien Cheung
- 2009 – Iris Sprow
- 2010 – Agnieszka Bialek
- 2011 – Toby P. Breckon
- 2012 – Anna Fricker
- 2013 – Yi-Ren Ng
- 2014 – Wen Luo
- 2015 – Not awarded
- 2016 – Gaurav Gupta
- 2017 – Lounis Chermak
- 2018 – Emma Talbot
- 2019 – Tobias Houlton

### Premi Vic Odden
Segons el lloc web de la Societat, es tracta d'un "guardó ofert per un fotògraf britànic de 35 anys o menys dotat per un assoliment notable en l'art de la fotografia dotat en memòria de Vic Odden". Destinataris del Premi Vic Odden:
- 1999 – Paul Lowe
- 2000 – Harriet Logan
- 2001 – Paul M. Smith
- 2002 – Donovan Wylie
- 2003 – Hannah Starkey
- 2004 – Adam Broomberg & Oliver Chanarin
- 2005 – Tom Craig
- 2006 – Stephen Gill
- 2007 – Simon Roberts
- 2008 – Alixandra Fazzina
- 2009 – James Mollison
- 2010 – Olivia Arthur
- 2011 – Venetia Dearden
- 2012 – Laura Pannack
- 2013 – Kate Peters
- 2014 – Jon Tonks
- 2015 – Matilda Temperley
- 2016 – Chloe Dewe Mathews
- 2017 – Jack Davison
- 2018 – Juno Calypso
- 2019 – Alix Marie

### La beca de Bill Wisden de l'any
La beca de l'any, inaugurada el 2012, va rebre el nom de Bill Wisden pel seu servei de més de 50 anys a les distincions del RSP. Es concedeix per a la beca més destacada de l'any segons ha decidit la Junta de Beques de The Society de més de 200 sol·licituds. Els destinataris han estat:
- 2012 - Dawn McKeown
- 2013 - Paul Walker
- 2014 - Clare Acford
- 2015 - Yap Kok Hing
- 2016 - Tony Bramley

## Premis anteriors

### Premi Colin Ford
El RPS va establir el Premi Colin Ford anual el 2003 per a contribucions a comissariat. Va rebre el nom del primer director del Museu Nacional de Fotografia, Cinema i Televisió del Regne Unit (ara Museu Nacional de Ciències i Mitjans de Comunicació), a Bradford, Colin Ford CBE. No s'ha ofert des del 2015. Els destinataris van ser: 
- 2003 – Paul Goodman, Brian Liddy, Dr Amanda Nevill HonFRPS, Russell Roberts
- 2004 – Professor Raymond P Clark ASIS HonFRPS, John R Page HonFRPS
- 2005 – Philippa Wright
- 2006 – Jane Fletcher
- 2007 – Gregory Hobson
- 2008 – Toni Booth
- 2009 – Pete James
- 2010 – John Falconer
- 2011 – Dr Dusan Stulik & Art Kaplan
- 2012 – Stephen Perloff
- 2013 – Dr Claude W Sui
- 2014 – Dr Sophie Gordon
- 2015 – Els Barents

### Medalla Davies
La Medalla Davies es va instituir el 1998 i es va atorgar fins al 2015 "per una contribució significativa en el camp digital de la ciència d'imatges". Patrocinada per Kodak European Research and Development, la medalla va ser en memòria del doctor ER Davies, que era un exdirector de recerca dels seus laboratoris Harrow. Els destinataris van ser:
- 1998 – Kai Krause
- 1999 – Dr Michael Kriss
- 2000 – Stephen Watt-Smith
- 2001 – Professor David Whittaker
- 2002 – Dr Ghassan Alusi
- 2003 – Professor M. Ronnier Luo
- 2004 – Dr Peter Burns
- 2005 – Dr David Saunders
- 2006 – Professor Lindsay MacDonald
- 2007 – Professor Mark D. Fairchild
- 2008 – Professor Stephen Westland
- 2009 – Professor
- 2010 – Dr Mark Lythgoe
- 2011 – Dr Phil Green
- 2012 – Dr Sophie Triantaphillidou, ASIS, FRPS
- 2013 – Dr John D. Meyer
- 2014 – Peter Lawrence
- 2015 – Alessandro Rizzi
- No longer awarded

### Medalla Saxby / premi Saxby
Un premi, que ja no és atorgat, que va ser adjudicat per assolir el camp de la imatge tridimensional, dotat per Graham Saxby Hon FRPS "en agraïment als avantatges de la participació de 50 anys a la Societat".
- 1998 – Professor S. A. Benton
- 1999 – David Burder
- 2000 – Professor Tung H. Jeong
- 2001 – Hans Bjelkhagen
- 2002 – Professor Nicholas Phillips
- 2003 – Jeff Blyth
- 2004 – Jonathan Ross
- 2005 – Robert Munday
- 2006 – Steve McGrew
- 2007 – Dayton Taylor
- 2008 – Not awarded
- 2009 – Professor Martin Richardson
- 2010 – Dr Trevor J. Maternaghan
- 2011 – David Huson
- 2012 – Dr Brian May CBE
- 2013 – Dr Carl Jones
- 2015 – Masuji Suto